# 小行星8933
小行星8933（英語：8933 Kurobe）是一颗围绕太阳公转的小行星。1997年1月6日，佐藤直人在秩父市发现了此天体。
这颗小行星的绝对星等为276.3338131778094等。